# Céfradine
La céfradine est une molécule antibiotique de la famille des céphalosporines de première génération.

## Mode d'action
La céfradine  inhibe la PLP, enzyme permettant la synthèse du peptidoglycanne bactérien.